# 秘密潜入
《秘密潜入》是由Eidos Interactive公司发行，挪威Innerloop Studios开发的第一人称射击游戏，2000年12月15日发售。这是拥有一个现实主义元素的电脑游戏。
借助Innerloop自主开发的一款空战模拟类游戏引擎“Realscape”的改良版本，《秘密潜入》拥有了优秀的游戏图像和音效。与同时期的游戏相比，游戏中任务的地图十分广阔可达到方圆数英里，雪花和雨的效果也很出色。游戏图像细节设置由一个简单的滑块来控制，有七个等级可供选择，分辨率最高可达1280x1024x32位色。 
虽然《秘密潜入》的可玩性很高，但其糟糕的AI是一大败笔。
在2003年，Innerloop发布了该游戏的续作《秘密潜入2：隐蔽打击》。

## 主要人物
- 大卫·卢埃林·琼斯（David Llewellyn Jones）：琼斯是一个I.G.I (Institute for Geotactical Intelligence)特工，是前SAS成员，玩家主要控制他进行游戏。
- 安雅（Anya）：安雅是琼斯的情报员，在总部通过无线电指挥。她在最后出现并拆除了核弹
- 约瑟夫·普里博伊（Josef Priboi）：苏联军火商，杰斯的侄子
- 杰斯·普里博伊（Jach Priboi）：苏联军火商
- 厄克（Ekk）：打算引发核战争的俄罗斯女子
- 哈里森队长：前绿色贝雷帽

## 游戏情节

第十一关：Eagle's nest I

大卫·琼斯被派去寻找一名俄罗斯军火商约瑟夫·普里博伊，因为约瑟夫知道被盗核弹头的消息。当他帮助前绿色贝雷帽哈里森队长逮捕约瑟夫之后，他发现约瑟夫的叔叔杰斯就是组织的头目，琼斯向杰斯的通讯中心植入病毒，发现了杰斯的位置并联合哈里森队长将其逮捕。
不过琼斯运送杰斯的直升机在半路被厄克击落，杰斯被厄克抓走。琼斯清除边境上的敌人后找到了自己的设备，然后他劫持了运送杰斯的火车，半路火车被飞弹击中出轨，琼斯在己方人员的掩护下利用直升机将杰斯带走，去接受审问。通过杰斯，大卫知道了关于厄克的信息，他前去逮捕她，并寻找核武器。
厄克在她的第一次遇上琼斯后逃跑了，但琼斯在她的第二个藏身之处发现并杀死她，还找到了被盗的核弹头。

## 武器装备
在《秘密潜入》中，玩家需要对当前情况进行评估，并使用最适合的武器。它可以使用许多武器包括地雷和狙击步枪或捡取敌方武器。现实是游戏中的首要目的，所以它拥有真实的武器，如9毫米格洛克手枪，MP5微型冲锋枪，SPAS12霰弹枪和德拉克诺夫狙击步枪。
- 刀：匕首
- 手枪：格洛克17（Glock 17），巨蟒（Colt Anaconda），沙漠之鹰（Desert Eagle）
- 冲锋枪：MP5SD3，烏茲衝鋒槍（Uzi），双手乌兹
- 步枪：M16A2／M203，AK-47
- 霰弹枪：SPAS-12，Mk3A1 Jackhammer
- 狙击步枪：德拉古诺夫狙击步枪（SVD Dragunov）
- 重武器：M249 SAW，LAW 80，白朗宁M2（M2HB）
- 炸药：手榴弹，闪光弹，感应炸弹
- 特别：双筒望远镜，地图电脑（提供实时卫星图像），医疗包

## 配音
| 配音演员       | 角色                    |
| -------------- | ----------------------- |
| Philip Morris  | 大卫·卢埃林·琼斯 / 其他 |
| Kerry Shale    | 约瑟夫·普里博伊         |
| Amanda Mealing | 安雅                    |
| Danny McCall   | 杰斯·普里博伊           |
| Larissa Murray | 厄克                    |

## 评价
《秘密潜入》获得了IGN 7.0/10，GameSpot 7.5/10的分数。